# 豆状骨
豆状骨（とうじょうこつ）（羅名pisiforme　Os,pisiforme）とは、四肢動物の前肢を構成する短骨の一つである。
ヒトの豆状骨は、左右の手に1本ずつ存在し月状骨、三角骨、舟状骨とともに近位手根骨を構成している。

人間では、膝蓋骨と同じ種子骨である。

## 豆状骨と関節する骨
- 三角骨

## 豆状骨から起始する筋肉
- 小指外転筋

## 豆状骨に停止する筋肉
- 尺側手根屈筋